# Norstedts Förlagsgrupp
Norstedts Förlagsgrupp AB är en svensk koncern av bokförlag bestående av Norstedts, Rabén & Sjögren, Tiden, Brombergs, B. Wahlströms, Printz Publishing, Massolit, Böckernas klubb och Barnens bokklubb. Sedan 2016 ingår Norstedts Förlagsgrupp i Storytelkoncernen.
Gruppen har även använt namn från flera förlag som genom exempelvis sammanslagningar och uppköp hör till förlagsgruppens historia, såsom Prisma, Nautiska Förlaget, Norstedts Akademiska, Tivoli, Eriksson & Lindgren, Gammafon, AWE/Gebers, Norstedts Kartor och PAN.

## Organisation och historia
Koncernen har drygt 100 anställda och hade 2020 en utgivning på omkring 600 nya böcker och en omsättning på 458 miljoner kronor. Den är även delägare i ett antal bokklubbar, såsom Barnens Bokklubb, och i flera andra, mindre bokförlag. I mars 2010 etablerade KF ett gemensamt affärsområde för bok- och förlagsverksamheten – det vill säga Akademibokhandeln, Bokus, böcker inom Coop, Tidningen Vi och Norstedts Förlagsgrupp. Syftet var att tillvarata de möjligheter som finns inom medieområdet och möta de förändringar som sker på bokmarknaden. 
Vid årsskiftet 2012/2013 upplöstes KF Media och Norstedts Förlagsgrupp blev återigen ett eget bolag med en egen extern styrelse. Huvudkontoret finns i Norstedtshuset på Riddarholmen i centrala Stockholm. 
1 januari 2020–30 april 2023 var Eva Gedin verkställande direktör.  Dessförinnan innehades posten av Otto Sjöberg (2014-2019), Peter Wilcke (2013–2014) samt Maria Hamrefors (2007–2010). VD från maj 2023 är Linda Säresand. 
Hösten 2015 sålde Norstedts Förlagsgrupp Norstedts Ordbok till Nationalencyklopedin. Som ordboksförlag har Norstedts haft en ledande ställning i Sverige, inte minst såsom utgivare av Svenska Akademiens ordlista över svenska språket, men också tack vare andra stora och regelbundet uppdaterade ordboksverk.
Förlagsgruppen har under 2010-talet förvärvat flera mindre förlag: Massolit (2016), B. Wahlströms (2017), Printz Publishing (2018) och Brombergs bokförlag (2020).
Under 2008 köpte Norstedts Lantmäteriverkets avdelning för kommersiella kartprodukter. 2021 såldes Norstedts Kartor till två av medarbetarna i affärsområdet. 
Den 22 juni 2016 sålde KF koncernen till ljudboksföretaget Storytel för 152 miljoner kronor.

## Utgivning
Bland svenskspråkiga författare som har utgivits inom förlagsgruppen finns bland andra Hjalmar Gullberg, Maria Lang, Stig Dagerman, Birgitta Stenberg, Pär Rådström, Elsa Grave, Ingmar Bergman, Per Olov Enquist, Agneta Pleijel, Torgny Lindgren, Astrid Lindgren, Barbro Lindgren, August Strindberg, Henning Mankell, Sigrid Combüchen, Anders Ehnmark, Mikael Niemi, Majgull Axelsson, Torbjörn Flygt, Carl-Henning Wijkmark, Jonas Hassen Khemiri, Frans G. Bengtsson, Kjell Espmark, Per Odensten, Jonas Gardell, Jan Guillou, Stieg Larsson, Runar Schildt, Lars Wilderäng, Prins Wilhelm.
Bland utländska märks Nobelpristagare som Mario Vargas Llosa, Jean-Marie Gustave Le Clézio, Orhan Pamuk, Imre Kertész och Claude Simon samt andra kända författarskap som Graham Greene, Suzanne Brøgger, J.R.R. Tolkien, Isabel Allende och J.K. Rowling.